# Глажево (присілок)
Глажево (рос. Глажево) — присілок у Кіриському районі Ленінградської області Російської Федерації.
Населення становить 43 особи. Належить до муніципального утворення Глажевське сільське поселення.

## Історія
Згідно із законом від 1 вересня 2004 року № 49-оз органом  місцевого самоврядування є Глажевське сільське поселення.

## Населення
| 1838 | 1862 | 1885 | 1928 | 1965 | 1997 | 2002 |
| ---- | ---- | ---- | ---- | ---- | ---- | ---- |
| 510  | ↗640 | ↗650 | ↘88  | ↗342 | ↘45  | ↗46  |
| 2007 | 2010 | 2017 |      |      |      |      |
| ↘31  | →31  | ↗43  |      |      |      |      |